# Pródromos (ort i Grekland, Mellersta Makedonien)
Pródromos är en ort i Grekland.   Den ligger i prefekturen Nomós Imathías och regionen Mellersta Makedonien, i den norra delen av landet, 300 km norr om huvudstaden Aten. Pródromos ligger 16 meter över havet och antalet invånare är 933.
Terrängen runt Pródromos är platt åt nordväst, men åt sydost är den kuperad. Runt Pródromos är det ganska tätbefolkat, med 72 invånare per kvadratkilometer. Närmaste större samhälle är Véroia, 16,6 km väster om Pródromos. Trakten runt Pródromos består till största delen av jordbruksmark.